# Chaetosiphella massagetica
Chaetosiphella massagetica är en insektsart. Chaetosiphella massagetica ingår i släktet Chaetosiphella och familjen långrörsbladlöss. Inga underarter finns listade i Catalogue of Life.